# Viola hondoensis
Viola hondoensis är en violväxtart som beskrevs av Wilhelm Becker och Boissieu. Viola hondoensis ingår i släktet violer, och familjen violväxter. Inga underarter finns listade i Catalogue of Life.